# Trebaseleghe
Trebaseleghe ist eine norditalienische Gemeinde (comune) mit 12.989 Einwohnern (Stand 31. Dezember 2023) in der Provinz Padua in Venetien. Die Gemeinde liegt etwa 25 Kilometer nordwestlich von Venedig und etwa 25 Kilometer nordöstlich von Padua. Trebaseleghe grenzt unmittelbar an die Provinzen Venedig und Treviso.

## Geschichte
In einer Bulle des Papstes Eugen III. wird die Ortschaft erstmals urkundlich erwähnt. Die strategisch günstige Lage führte im beginnenden 16. Jahrhundert (1509) zu Kämpfen um die Vorherrschaft in der Region zwischen der Republik Venedig und der Liga von Cambrai.

## Verkehr
Durch das Gemeindegebiet läuft die Strada Regionale 245 Castellana von Mestre nach Bassano del Grappa. Eine kleine Bahnstation liegt (seit 2005) an der Bahnstrecke Trient–Venedig.

## Persönlichkeiten
- Edoardo Tiretta (1731–1809), Mathematiker und Architekt

## Belege
1. ↑  Bilancio demografico e popolazione residente per sesso al 31 dicembre 2023. ISTAT. (Bevölkerungsstatistiken des Istituto Nazionale di Statistica, Stand 31. Dezember 2023).